# Greenfield (Ohio)
Pour les articles homonymes, voir Greenfield.
Greenfield est un village américain situé dans les comtés de Highland et de Ross, dans l'Ohio. Selon le recensement de 2010, sa population est de 4 639 habitants.